# Verrohung
Verrohung bezeichnet als Begriff der Umgangssprache in verschiedenen Zusammenhängen dreierlei: ein von der sozialen Norm abweichendes Verhalten, sprachliche Entgleisungen und eine Einflussnahme auf Menschen mit dem Ziel, sie zur Ausübung von Gewalt anzustiften. Verrohung kann auf Entgrenzung verweisen und im Einzelfall ursächlich in einer Triebentmischung begründet sein. Seit dem Jahr 2000 lässt sich ein starker Anstieg der Begriffsverwendung in den Medien, aber auch in Politik und diversen wissenschaftlichen Disziplinen verzeichnen, bevorzugt in den Gesellschafts- und Wirtschaftswissenschaften. Die möglichen Folgen sind – in Abhängigkeit vom konkreten Geschehen – vielfältig. Mit den sozialen Folgen befasst sich die Sozialpsychologie.

## Der Begriff
Wann der Begriff Verrohung aufkam, lässt sich nicht rekonstruieren. Eine frühe Verwendung des Wortes findet sich bei Johann Gottlieb Radlof im Jahr 1804. Im Jahr 1815 klagte Carl Wilhelm Kolbe (1757–1835) über die Verrohung der Sprache. Das Digitale Wörterbuch der deutschen Sprache wirft allein für die Jahre 1598–1913 elf Literaturstellen aus, die sich des Begriffs bedienen – beginnend 1878 mit einem Werk von Wilhelm Liebknecht. Auch zur Jahrhundertwende im Wechsel vom 19. zum 20. Jahrhundert – dem sog. Fin de Siècle – wurde darüber geklagt. Beispielsweise kam es zu einer Kontroverse über die Verrohung in der Theaterkritik, wie Hermann Sudermann im Jahr 1902 seine Schrift titelte. Karl Bleibtreu konterte 1903 mit seiner Replik, der er den Untertitel Ein Beitrag zur Haupt- und Sudermännerei gab.
Björn Rothstein, Sprachdidaktiker an der Universität Tübingen, betrachtet Verrohung zunächst lexikalisch, und in diesem Zusammenhang handele es sich bei dem Wort um „eine Nominalisierung des Verbs verrohen“, „dessen Wurzel das Adjektiv roh“ sei. In Anlehnung an Kluge und dessen Etymologisches Wörterbuch der deutschen Sprache verweist Rothstein auf verschiedene Bedeutungen des Adjektivs in Abhängigkeit vom Bedeutungszusammenhang: ein „rohes Ei“ sei weder gekocht noch gebraten, ein „rohes Holz“ unbearbeitet, ein „roher Entwurf“ ungenau und ein „roher Mensch“ sei „verletzend“. Der Zusammenhang zwischen diesen vier „Verwendungen“ lasse sich „in etwa als ‚unbearbeitet‘ paraphrasieren“, so Rothstein.
Das Digitale Wörterbuch der deutschen Sprache (DWDS) schlägt in seiner Übersicht drei Bedeutungsräume für den Begriff der Verrohung vor und ergänzt jeweils einige Beispiele. Er bezeichne erstens eine „zunehmende Brutalität, Gewalttätigkeit und Rücksichtslosigkeit“, zeige zweitens den „Niedergang gesellschaftlicher, kultureller Normen und Werte“ und eine „zunehmende geistige und sittliche Verwahrlosung, Derbheit, Unkultiviertheit“ an und bedeute drittens die „Formung von Menschen zur Ausübung von Gewalt und zur Unsensibilität gegenüber Rohheit“ und ein „gezieltes Hinwirken auf den Verlust bestimmter Werte“. Eine beigefügte „Wortverlaufskurve“ weist für die Zeit nach dem Jahr 2000 einen steilen Anstieg für die Begriffsverwendung aus. In „Kombination mit Wörtern wie Abstumpfung, Brutalisierung, Verarmung, Verwahrlosung“, wie sie im DWDS zum Teil beispielhaft aufgeführt werden, beschreibe der Begriff aus sprachwissenschaftlicher Sicht „ein emotionales Erkalten“ und „eine zunehmende Bereitschaft zur Brutalität“.

## Beispiele
Beispiele für Verrohung in den unterschiedlichsten gesellschaftlichen Zusammenhängen lassen sich in großer Zahl finden. Nicht nur die Medien sind inzwischen voll davon. In ihren Mediatheken und auf YouTube haben Fernsehsender Dokumentationen und Aufzeichnungen von Diskussionsrunden zum Thema hinterlegt. Auch die Bundeszentrale für politische Bildung stellt die Aufzeichnung einer öffentlichen Diskussion zur Verfügung. Darüber hinaus befassten sich verschiedene Autoren mit je einzelnen Aspekten, wie beispielsweise Marlis Prinzing, die Cyber-Mobbing beforschte und die Folgen dessen als reichweitend bezeichnete, denn jedes fünfte Opfer habe an Selbstmord gedacht. Im Manifest des Bayerischen Lehrer- und Lehrerinnenverbands vom September 2016 werden „Verrohung, Aggressivität, die Sprache des Hasses, die Geringschätzung und Diskriminierung, persönliche Beleidigungen, bewusste Kränkungen und Ausgrenzungen in Wort und Handeln“ als Beispiele genannt und „mit der Kommunikation in den Sozialen Netzwerken in Verbindung gebracht“, wie Konstanze Marx mitteilte. Björn Rothstein trug zahlreiche Beispiele zusammen und unternahm den Versuch, sie zu klassifizieren.

## Verrohung der Gesellschaft
Im Jahr 2012 erschien unter der Mitherausgeberschaft von Rudolph Bauer der Sammelband Kaltes Land, der zwei Untertitel trägt: Gegen die Verrohung der Bundesrepublik und Für eine humane Demokratie. Die Autorinnen und Autoren, zu denen neben Christoph Butterwegge als Armutsforscher auch Soziologen und Sozialethiker gehören, „rufen auf zum Widerstand gegen die immer brutaler zuschlagende Entmenschlichungspolitik des Neoliberalismus: mit Analysen und Argumenten, aus wissenschaftlicher und Betroffenensicht“. Das Buch widmet sich in einem seiner Abschnitte der Entmenschlichung im Zusammenhang mit Hartz-IV und legt in einem weiteren Abschnitt „Konzepte für eine Wiedervermenschlichung“ jenseits des Kapitalismus vor.
Christian Pfeiffer, Kriminologe und ehemals Direktor des Kriminologischen Forschungsinstituts Niedersachsen (KFN), behauptete 2012, die Annahme einer „Verrohung der Gesellschaft“ lasse „sich nicht empirisch belegen“. Wir würden „mit Bildern von Kriminalität überflutet“, doch die Gewalt nehme ab. Deutlicher äußerte er sich mit seinen Coautoren im Jahr 2018:

„Der kontinuierliche Anstieg der vorsätzlichen, leichten Körperverletzungen steht deshalb dafür, dass mehr Delikte vom Dunkelfeld ins Hellfeld gelangen, nicht dafür, dass es zu einer Verrohung der Gesellschaft gekommen wäre. Die Entwicklungen zu den anderen, deutlich schwereren Gewaltdelikten widersprechen einer solchen Verrohungsannahme eindrücklich.“

Pfeiffers Position wird nicht immer geteilt. Beispielsweise brachte der Journalist Markus Feldenkirchen 2015 die Flüchtlingskrise in Zusammenhang mit der Sorge, es könne sich „ein Klima der Verrohung wie zuletzt in Weimarer Zeiten“ entwickeln. Deutsche Verrohung titelte er und meinte, Deutschland könne die Krise „bewältigen, ohne seine Zivilisation preiszugeben“. Stattdessen liege „eine Wirtshausschlägereistimmung über dem Land“. Er habe Angst, „dass Deutschland verroht“ und begründet seine Befürchtung mit zahlreichen konkreten Beispielen. Eine „Kultur der Verrohung“ habe „maßgeblich zum Scheitern der ersten deutschen Demokratie beigetragen“.
Auch werden Pfeiffers Zahlen nicht mit der Anzeigebereitschaft beispielsweise von Rettungskräften abgeglichen, die „regelmäßig Opfer verbaler oder körperlicher Gewalt“ werden, was nach Veröffentlichung einer Studie des DRK laut Gerda Hasselfeldt „mittlerweile zum Alltag im Rettungsdienst“ gehöre.
Konstanze Marx, Professorin für germanistische Sprachwissenschaft und geschäftsführende Direktorin des Instituts für Deutsche Philologie an der Universität Greifswald, belegte 2019 mit zahlreichen Beispielen, „dass Verrohung als ein aktuelles Problem unserer Gesellschaft gesehen“ werde. Die Sendung scobel habe sich im Mai 2016 mit der Frage befasst, ob „unsere Gesellschaft“ verrohe, Politiker sprächen von der „Verrohung der Gesellschaft“, und die Tagespresse böte oft entsprechende Schlagzeilen. Marx erinnerte an einige verbale und tätliche Angriffe, die öffentliche Aufmerksamkeit erregten oder strafrechtlich verfolgt wurden. Ihrer reduktionistischen Formel „Verrohung ist ein Resultat der Internetkommunikation“ stellt sie den Hinweis auf historische Phänomene gegenüber, die „sich in verschiedenen Epochen auf grausamste Weise und zwar bis hinein in die jüngere deutsche Geschichte“ manifestierten. Daraus schlussfolgert sie, dass entsprechende „Signale sowohl als Gefahr für einen kooperativen gesellschaftlichen Diskurs als auch als Gefahr für ein friedliches Zusammenleben in einer sozialen Gemeinschaft gedeutet, benannt und Wege gesucht werden“ müssen, um „diese Gefahr zu bannen“.
Im Europa Verlag erschien 2019 von den beiden Wirtschaftswissenschaftlern Christian Kreiß (vormals Investmentbanker und seit 2019 Prodekan der Fakultät Wirtschaft an der Hochschule Aalen) und Heinz Siebenbrock (seit 2000 Professor für Betriebswirtschaftslehre (BWL) an der Hochschule Bochum) das Buch BWL Blenden Wuchern Lamentieren. Bereits im Untertitel auf den Beitrag der Betriebswirtschaftslehre zur Verrohung der Gesellschaft anspielend, greifen sie in ihrem Buch die Gewinnmaximierung als das „zentrale Dogma der Betriebswirtschaftslehre“ und damit ihr eigenes Fachgebiet an. Das Prinzip der Gewinnmaximierung fördere „Konkurrenzdenken und egoistisches Verhalten“ und führe zu „Umweltzerstörung, Sozialabbau und einer zunehmenden Verrohung der Gesellschaft“. Unser Planet werde geplündert, Beschäftigte würden ausgebeutet und Kunden „schlechte, kurzlebige oder unnötige Produkte“ geradezu „angedreht“. Sämtliche gesellschaftlichen Bereiche unterlägen, so die Autoren, „einer wachsenden Ökonomisierung“ und dabei stehe „nicht die Qualität, sondern die Profitabilität im Vordergrund“. Es mache „einen riesigen Unterschied, ob Gewinn das Ergebnis oder das Ziel eines Unternehmens“ sei. Der „Kern der aktuellen BWL“ sei „menschen- und umweltfeindlich“ und das sei änderungsbedürftig. Auf Abhilfe bedacht, plädieren sie für einen verantwortungsvolleren „Umgang mit Geld, Gütern und Lebenszeit“. Das „Paradigma der Gewinnmaximierung“ müsse aus den Lehrbüchern verschwinden und die herrschende Lehrmeinung sei durch Zielsetzungen zu ersetzen, welche „die Umwelt und das Gemeinwohl in den Mittelpunkt stellen“. Ihre Änderungsvorschläge würden sich an Individuen, Unternehmen und die Politik richten, so Kreiß und Siebenbrock. Allerdings, so schreiben sie in ihrem Vorwort, handele es sich um „Lösungsvorschläge abseits der wirtschaftswissenschaftlichen Lehrmeinungen“.
Im März 2019 fand in München eine Tagung unter dem Titel Über die Verrohung der Gesellschaft statt. Aus diesem Anlass äußerte sich Dieter Frey, Organisationspsychologe an der Universität München im Deutschlandfunk Kultur zum Thema Wachsender Narzissmus, sinkende Hemmschwelle. Er hielt auf der Tagung einen „Impulsvortrag“. Als Ursachen rückte er die Verunsicherung der Menschen z. B. durch Globalisierung, Digitalisierung und Migration, die Anonymität des Internets und einen Wertewandel, der Selbstverwirklichung eine besonders hohe Wertigkeit beimesse, in den Fokus. Hinzu komme ein durch Erziehung geförderter Narzissmus. Durch all dies nehme die Bereitschaft ab, Belastungen und Frustration zu ertragen. Es gelte, Zivilcourage zu trainieren und eine „Respektkultur“ zu entwickeln, aber auch rechtsfreie Räume konsequent zu schließen und den Menschen „die Komplexität der Welt zu erklären“. All dies sollte bereits in Kindergärten und Schulen beginnen.

### Verrohung in der Arbeitswelt
Berthold Huber, seinerzeit erster Vorsitzender der IG Metall, prangerte am Tag der Arbeit im Jahr 2011 in Nürnberg die „Verrohung am Arbeitsmarkt“ an. „Leiharbeit, Minijobs und andere Formen prekärer Beschäftigung“ verstießen laut Huber „gegen das Sozialstaatsgebot unseres Grundgesetzes“, „gegen jedes Gleichheits- und Gerechtigkeitsprinzip“ und zeige „keinen Respekt vor der Arbeit der Menschen“. Er erhob die „Forderung nach Equal Pay bei Leiharbeit“, weil nur so die „schlimmste Ausbeutung verhindert“ werden könne. Er forderte „einen grundlegenden Kurswechsel in Wirtschaft und Politik“.
Im August 2019 meldete sich der Beamtenbund zu Wort, der bei Forsa, einem der Meinungsforschungsinstitute in Deutschland, eine Bürgerbefragung Öffentlicher Dienst in Auftrag gegeben hatte. Bei der Präsentation der Ergebnisse, die einen sog. Sonderteil Gewalt gegenüber öffentlich Bediensteten enthielten, stand eines im Vordergrund: „83 Prozent der Menschen erleben eine zunehmende Verrohung der Gesellschaft“. Mehr als ein Viertel der Befragten wären Zeuge von Übergriffen auf Beschäftigte im öffentlichen Dienst geworden, von denen die Hälfte „körperlicher Art“ waren. Beobachtet wurde „Gewalt gegen Lehrkräfte, Polizei, Jobcenter-Mitarbeiter, Rettungskräfte und Feuerwehrleute“. Ein „umfassendes Investitionsprogramm Sicherheit im Dienst“ müsse aufgelegt werden, das verschiedene Aspekte – u. a. personalwirtschaftlicher, baulicher und organisatorischer Art – einzubeziehen hätte. Darüber hinaus sei „ein Kulturwandel nötig“. Da Vorgesetzte „Angriffe bagatellisieren oder unter den Teppich kehren wollen“, bedürfe es der Einrichtung von Ombudsleuten, an die sich die Kollegenschaft wenden könne.

### Verrohung in der Pflege
Die Zeitschrift intensiv, eine Fachzeitschrift für Intensiv- und Anästhesiepflege widmete aus gegebenen Anlässen unter dem Titel Gewalt auf Intensivstationen zwei Beiträge ihres ersten Heftes im Jahr 2018 der Verrohung in der Pflege. Berichte über „Patiententötungen in Krankenhäusern und Altenheimen“ würden „mit Abscheu“ wahrgenommen und ließen Gewalt in Helferbeziehungen als „alltäglich“ erscheinen. Dabei beginne es „meistens ganz subtil, mit der Verrohung der Sprache, einer distanzierten und kühlen Handlungsweise, dem Nicht-Wahrnehmen der Bedürfnisse des Patienten“.
Die Landespflegekammer Rheinland-Pfalz befasste sich auf ihrem Pflegetag im März 2018 mit dem Thema Verrohung in der Pflege und richtete auf ihrer Internetpräsenz einige Unterseiten zum Thema ein. Unter dem Titel Wie Helfer zu Tätern werden berichtete Karl Beine, Chefarzt und Professor für Psychiatrie und Psychotherapie, über das Verhalten vom Pflegekräften, die Straftaten begehen und benannte „Frühwarnzeichen“, die als mögliche Indikatoren identifiziert werden könnten. Gewalt in der Pflege habe „viele Gesichter“, entsprechend sei die „Forschungslage zu diesem Phänomen mannigfaltig“. Der Pflegewissenschaftler Daniel Tucman stellte die Ergebnisse einer Studie aus dem Deutschen Institut für angewandte Pflegeforschung (DIP) über die Frage vor, wie die Gruppe der Pflegenden Gewalt erlebe.
Seit Jahren forscht Jürgen Osterbrink – Professor für Pflegewissenschaft an der medizinischen Paracelsus Privatuniversität (PMU) in Salzburg – zum Thema Gewalt in der Pflege. Er geht davon aus, „dass ein Großteil der Gewalthandlungen erst gar nicht ans Tageslicht gelangen“, denn in einer „scheinbar geschützten klinischen Umgebung“ seien die Voraussetzungen „günstig“, weil niemand damit rechne. Die Taten stünden „unter dem Schutzmantel des Stationsalltags und erhöhen somit deren Aufdeckungsbarriere“. Im Juli 2020 äußerte er sich in der Süddeutschen Zeitung zur Verrohung in der Pflege und erklärte u. a. den chronischen Personalmangel für mitverantwortlich, wenn der dadurch entstehende Druck „nicht irgendwie abgefedert“ werde. Balint-Gruppen, früher üblich, seien inzwischen „in Vergessenheit geraten“. Betreiber von Pflegeheimen würden „Missstände ignorieren“ und „oft schon zufrieden“ sein, „wenn Umsatz oder Börsenkurs stimmen“. Es würde einer Neuausrichtung des Pflegesystems bedürfen, allerdings habe Osterbrink bisher keine „Hoffnung auf ein Umdenken in der Gesellschaft“, auch wenn aktuell „alten Menschen die letzte Würde“ geraubt werde.

### Verrohung im Netz
Das Recht auf freie Meinungsäußerung ist in der Bundesrepublik Deutschland durch das Grundgesetz (GG) geschützt, gleichwohl finden sich Begrenzungen sowohl in Art. 2 GG, der die freie Entfaltung der Persönlichkeit garantiert, als auch in Art. 5 GG, der die Meinungsfreiheit gewährleistet. Auch das Gewissen setzt dem eigenen Tun und Lassen Grenzen. Mit der verfassungsrechtlichen Rechtfertigung von Meinungsbeschränkungen setzte sich die Juristin Hui-chieh Su in ihrer 2013 vorgelegten Dissertation auseinander. Einer Zusammenfassung gab sie 2014 den Titel Würdeauftrag gegen gesellschaftliche Verrohung durch Meinungsäußerung. Die Meinungsfreiheit habe „zugleich einen individualen und einen sozialen Bezug“. Daher schütze sie „aus ihrer Natur heraus, sowohl den Ausdruck der individuellen Persönlichkeit als auch die Mitprägung des sozio-kulturellen Werthorizonts und die Mitwirkung an den staatlichen Wertordnungen“. Dabei sehe „der liberale Kommunitarismus, über die individuellen Rechtsgüter hinaus, noch die kollektiven Rechtsgüter im Sinne der Wirkungsvoraussetzungen der Grundrechte als verfassungsrechtlich legitim an“. Insofern sei der Schutz dieser kollektiven Rechtsgüter „nicht von vornherein verfassungswidrig“, sondern könne „durch Abwägung gerechtfertigt werden“.
Marlis Prinzing – Medienwissenschaftlerin und Professorin für Journalistik an der Hochschule Macromedia in Köln und für Medienethik an der Schweizer Universität Freiburg – gab 2017 ihrer Schrift Kompass, Kante, Kompetenz den Untertitel Warum es nicht genügt, über die Verrohung des Umgangs im Netz zu klagen. Mit ihrem Beitrag wolle sie „an Beispielen sowie auf der Basis wissenschaftlicher Befunde und ethischer Reflexion erläutern, weshalb es überfällig“ sei, „das haltlose digitale Anprangern anzuprangern und dagegen zu halten“.
Prinzing beruft sich auf die „Unantastbarkeit der Würde des Menschen“, fokussiert auf den Begriff des Prangers, beruft sich darauf, dass das Netz „kein rechtsfreier Raum“ sei und beklagt, dass die Übergriffe „unter den Augen Vieler“ stattfinden und sich im Netz „kaum einer“ vor das Opfer stelle. Cybermobbing sei der moderne Pranger und das Smartphone habe sich „zu einer digitalen Waffe“ entwickelt. Allerdings funktioniere digitale „Unflätigkeit“, Demütigung oder ein Hasskommentar „nur, wenn ein Publikum mitspielt“. Von solchem Verhalten im Netz seien altersübergreifend „zwei Drittel der Internetnutzer_innen“ betroffen – die Altersgruppe der bis 24-Jährigen mit 94 Prozent nahezu ausnahmslos. Es stehe „außer Frage, dass keiner einfach wegschauen und Verantwortung abschieben“ könne. Wer helfen könne, müsse helfen: „Alles andere ist unethisch, und wenn es um Strafrecht geht, sogar verboten“. Die Berufung auf die grundgesetzlich geschützte Meinungsfreiheit greife nicht: „Hass ist keine Meinung.“ Prinzing kommt zu dem Schluss:

„Wir können weiterhin über die Verrohung des Tons im Netz klagen und so lang wie möglich zusehen. Doch ist es dann, als versuchte man, auf einer Schussfahrt zu wenden.“

Die Medienwissenschaftlerin Gina Schad fragte 2017 nach der digitalen Verrohung und nahm dabei die durch Internetkommunikation induzierten Veränderungen von Privatheit und gefühlshaftem Erleben – insbesondere des Mitgefühls − in den Blick.

### Verrohung im Gefängnis
Auch in Gefängnissen nimmt ungeachtet vieler Sicherheitsvorkehrungen die Verrohung in Form von tätlichen Angriffen Gefangener auf andere Gefangene und Bedienstete zu, wie 2021 am Beispiel der für die Berliner Gefängnisse vorgelegten Zahlen gezeigt wurde. In seiner Funktion als Justizsenator des Landes Berlin sagte Dirk Behrendt dazu: „Die Verrohung unserer Gesellschaft, die sich beispielsweise in Angriffen auf Rettungskräfte zeigt, spiegelt sich leider auch in den Gefängnissen wider.“
Jahre zuvor fand 2006 ein Tötungsdelikt dreier Jugendlicher an einem Mitgefangenen in der Justizvollzugsanstalt Siegburg besondere mediale Beachtung. Die Journalistin Karin Steinberger beschrieb das Geschehen 2007 in der Fachzeitschrift Neue Kriminalpolitik und 2010 in der Süddeutschen Zeitung. Wer im Gefängnis Schwäche zeige, so Steinberger, werde Opfer und „den Ritualen der Verrohung ausgeliefert“. Sie zitierte Christian Pfeiffer, der zu den Vorfällen gesagt habe: „Siegburg ist keine Justizpanne. Das ist eine Strafvollzugskatastrophe.“ Steinberger erwähnte Klaus Jünschke als Sachbuchautor, ehemaliges Mitglied der Rote Armee Fraktion und vormals selbst Gefängnisinsasse, der gesagt habe, „es gehe hier nicht um Knastkitsch, keiner behaupte, dass da nur Unschuldige sitzen. Aber man müsse schon auch fragen, wie diese Menschen zugerichtet wurden, um solche Brutalos zu werden.“ Mit der Untersuchung des mitunter als „Foltermord“ bezeichneten Tötungsdelikts wurde ein parlamentarischer Untersuchungsausschuss beauftragt, dem u. a. Ewald Groth angehörte. Zweimal wurde das Geschehen verfilmt, zunächst 2009 unter dem deutschen Titel Siegburg von Uwe Boll (Originaltitel: Stoic). Im Jahr 2011 legte Philip Koch mit dem Film Picco seine Abschlussarbeit als Filmhochschulabsolvent vor. Ende Januar berichtete Nikola Framme über Kochs Film unter dem Titel Verrohung im Jugendknast darüber, Anfang Februar wählte Ulrike Löw für ihren Bericht denselben Titel.

## Verrohung von Sprache und Diskurs
Die Verrohung der Sprache wurde bereits in früheren Jahrhunderten beklagt. Einer der ersten war der Sprachwissenschaftler Johann Gottlieb Radlof, der im Jahr 1804 das 15. und 16. Jahrhundert der „unsagbarsten Verrohung und Vermistonung unserer Sprache“ bezichtigte. Carl Wilhelm Kolbe der Ältere (1757–1835) schrieb 1815 in seiner Schrift Noch Ein Wort über Spracheinheit – der damaligen Rechtschreibung entsprechend: „Der Weg, den ihr eure Sprache gehen läst, ist kein guter Weg. Er mus sie unausbleiblich erst zur Verrohung, dan zum Untergang führen.“ Sich auf Paolo Mantegazza beziehend schrieb Curt Grottewitz 1891 in seinem Artikel Herr Mantegazza und die Aesthetik: „Die weihevolle, leidenschaftliche, warme Sprache aber berührt fast woltuend gegenüber der gegenwärtigen Verrohung, der Vorliebe für brutale und verletzende Ausdrücke, die sich besonders in der Sprache der Presse augenblicklich zeigt.“ Adolf Haussen schrieb 1891 über den Schriftsteller Theodor Körner, dessen Lieder „in keinem studentischen Gesangbuche“ gefehlt und „die Burschenwelt“ vor „Entwürdigung und Verrohung“ bewahrt hätten.
Im gegenwärtigen Jahrhundert setzte sich die Auseinandersetzung mit sprachlicher Verrohung fort. Im Mai 2014 fand in einem, in der Schaubühne am Lehniner Platz in Berlin eingerichteten Streitraum eine Veranstaltung unter dem Titel Hass spricht – über die Verrohung im öffentlichen und semi-öffentlichen Diskurs statt. Özlem Gezer, Ina Kerner, Anna-Katharina Meßmer und Yassin Musharbash begegneten sich im Gespräch mit Carolin Emcke und tauschten sich über Verrohung und die Nähe zwischen Rassismus und Sexismus aus. Die Veranstaltung wurde aufgezeichnet, der Film von 85 Minuten Dauer ist in der Mediathek der Bundeszentrale für politische Bildung zugänglich.
Konstanze Marx, die über Cybermobbing habilitierte, setzte sich 2019 in ihrem Aufsatz Verrohung und Online-Interaktion mit der Verrohung der Sprache im Internet auseinander, die bereits 2017 von Bundespräsident Frank-Walter Steinmeier beklagt wurde. Dabei zeigt sie den Zusammenhang zwischen Hass, Verrohung und Sprache auf, denn Verrohung sei zwar „kein sprachliches Phänomen“, könne aber „anhand von sprachlichen Äußerungen transparent werden“.
Laut Björn Rothstein, zu dessen Forschungsinteressen Sprache und demokratische Wertebildung gehört, würden Printmedien, Nachrichtensendungen und Internetformate in den vergangenen Jahren „regelmäßig“ von einer „zunehmenden sprachlichen Verrohung“ berichten. Dabei handele es sich um „sprecherbezogene Bewertungen“, so Rothstein. Für seine wissenschaftliche Untersuchung zum Thema Was ist eigentlich Sprachliche Verrohung? führte er eine sogenannte Korpusrecherche zur Verwendung des Ausdrucks in dem Magazin Der Spiegel und der Wochenzeitung Die Zeit auf dem deutschen Referenzkorpus Cosmas II durch. Im Bemühen, zu definieren, was „laienlinguistisch“ unter sprachlicher Verrohung verstanden werden könne, kommt der Linguist zu dem Schluss, ihre „Konsequenzen für das Miteinander“ würde „niemand bestreiten“, gleichwohl gerate man unweigerlich in ein Dilemma, weil sie „individuell, nach der jeweiligen Norm und unter Bezug auf alternative Ausdrucksformen empfunden“ würde.

„Daher ist der reflektierte Umgang mit SPRACHLICHER VERROHUNG nicht ausschließlich eine private Angelegenheit, sondern auch eine bildungsinstitutionelle Aufgabe, die die Ermöglichung, Fortführung und Verteidigung demokratischer Werte auf Basis einer situations-, adressaten- und intentionsadäquaten Sprachverwendung garantiert. Ziel eines solchen bildungsinstitutionellen, beispielsweise im Rahmen des Deutschunterrichts zu leistenden Ansatzes müsste sein, eine Sprachbewusstheit und eine Sprachreflexion zu erreichen, die das Durchschauen der Mechanismen und Auswirkungen von SPRACHLICHER VERROHUNG erlaubt.“

Verrohung des Diskurses? war 2016 der Titel, unter dem sich der Jurist Uwe Volkmann im Uni-Report der Universität Frankfurt den Fragen von Dirk Frank zur „»Causa Böhmermann«“ stellte. Sein Credo: „Das Recht könnte aber auch im öffentlichen Diskurs die Aufgabe haben, Grenzpfosten einzuschlagen, die signalisieren, dass es hier nicht weitergeht. Die Liberalität kann nicht in eine Schrankenlosigkeit münden.“
Wir erleben eine Verrohung der Sprache titelte das Goethe-Institut im November 2016, nachdem der Bayerische Lehrer- und Lehrerinnenverband im Sommer des Jahres das Manifest Haltung zählt veröffentlicht hatte. Diese Verrohung führe dazu, so dessen Verbandspräsidentin Simone Fleischmann, „dass demokratische Prozesse für Kinder nicht mehr spürbar“ würden.
Konstanze Marx, die im Jahr 2017 die Venia Legendi erhielt, befasste sich in ihrer Habilitation mit dem Diskursphänomen Cyber-Mobbing als einem spezifischen „Typ digitaler Gewalt“, der bisher in sozialpsychologischen und medienwissenschaftlichen Studien untersucht wurde, während sie einen „internetlinguistische[n] Zugang“ suche.
Auch die Deutsche PsychotherapeutenVereinigung (DPtV) befasste sich mit der Verrohung der Sprache und lud 2018 unter dem Titel Macht Sprache Gewalt zum Gespräch, um eine Antwort darauf zu finden, „wie sich diese gesellschaftliche Entwicklung bremsen“ ließe. Die Psychotherapeuten, so eine der Forderungen, „sollten öffentlich mutiger auftreten“, denn der Sprachgebrauch verändere Wahrnehmung und Verhalten.
Florian Arnold, Philosoph und Redaktionsleiter der Philosophischen Rundschau äußerte sich im Jahr 2018 zu drei Veröffentlichungen – je von Tristan Garcia, Alexander Sedlmaier und Dieter Thomä –, die sich der Frage widmeten, wie es zu „einer unverholenen Verrohung der diskursiven Gepflogenheiten“ kommen konnte. Er schrieb:

„Ein halbes Jahrhundert nach den gesellschaftlichen Umbrüchen von '68' spielen Kritik, Protest und Gewalt in der öffentlichen Wahrnehmung wieder eine entscheidende Rolle, wenn auch diesmal unter den umgekehrten Vorzeichen eines digitalen Populismus, eines politischen 'Rechtsrucks' und einer unverholenen Verrohung der diskursiven Gepflogenheiten. Die Frage lautet, wie es dazu kommen konnte und dazu gekommen ist. Drei Veröffentlichungen der jüngsten Vergangenheit widmen sich aus je unterschiedlicher Perspektive diesem Zusammenhang und zeichnen dabei einen Entwicklungsgang nach, der einen markanten Zug der Moderne deutlicher hervortreten lässt: Dem andauernden Imperativ der Selbstverjüngung entspricht heute eine selbstgerechte Unreife, die es bis in höchste Staatsämter schafft.“

## Verrohung in Film, Kunst und Literatur
Im Bereich der darstellenden Kunst war im Zusammenhang mit Theaterkritik bereits im Übergang zum 20. Jahrhundert von Verrohung die Rede. An diese Kontroverse, knüpfte 1996 der Literaturwissenschaftler Gunther Nickel an, der ihren damaligen „Hitzegrad“ als „heute unverstandlich“ bezeichnete. Gleichwohl taucht der Begriff Verrohung mindestens seit dieser historisch verbürgten Auseinandersetzung bis in die Gegenwart im Diskurs über Film, Kunst und Literatur auf.
Beispielsweise veröffentlichte Burkhard Driest im Jahr 1974 seinen fiktionalen Roman Die Verrohung des Franz Blum, der noch im selben Jahr mit Jürgen Prochnow in der Titelrolle unter der Regie von Reinhard Hauff verfilmt wurde.
Der Slawist und Literaturkritiker Ulrich M. Schmid schrieb im November 2003 unter dem Titel Qual und Glück des Lesens in der Rubrik Literatur und Kunst der Neuen Zürcher Zeitung über Iwan Bunin (1870–1953), der „im Jahr 1933 als erster russischer Autor mit dem Nobelpreis ausgezeichnet“ worden war. Anlass war das Erscheinen der – in seinen Worten – „einfühlsamen Übersetzung“ von Bunins Buch Ein unbekannter Freund durch Swetlana Geier. Die Oktoberrevolution sei Bunin als „apokalyptischer Untergang der russischen Kultur“ erschienen. Er habe 1918 und 1919 „ein erschütterndes Revolutionstagebuch“ geführt und darin „die allgemeine Verrohung der Sitten“ angeprangert. In seiner Rezension bezeichnet Schmid Bunin als „eminenten Autor von weltliterarischem Rang“.
Im Anschluss an eine Tagung, die 2011 im Haus der Brandenburgisch-Preußischen Geschichte stattfand und die dem Schriftsteller Friedrich Nicolai im Kontext der kritischen Kultur der Aufklärung galt, veröffentlichte Norbert Christian Wolf, ein österreichischer Germanist, seine Schrift Der späte Nicolai als Literaturpapst und gab ihr den Untertitel Zu den Hintergründen der fortschreitenden Verrohung in der literarischen Öffentlichkeit um 1800. Nicolai war Schriftsteller und Vertreter der Berliner Aufklärung.
Andreas Brenner, Titularprofessor an der Basler Universität und Professor an der Fachhochschule Nordwestschweiz in Basel befasste sich im Jahr 2018 – dem Gedenkjahr an 1918 und 1938 – unter dem Titel Die Welt von gestern ist nicht die von heute mit Stefan Zweigs Spätwerk Die Welt von Gestern. Dabei sieht er im Vergleich mit den autobiographischen Mitteilungen von Zweig als einem engen Freund von Sigmund Freud „beunruhigende Parallelen zur Gegenwart“, wenn er den „Aufstieg der Rechtspopulist*innen und die von diesen betriebene Verrohung des öffentlichen Raumes“ in den Blick nimmt. „Zeitbeobachtung“ habe für Zweig „hinschauen, hinhorchen und hineinspüren“ bedeutet. Die Menschen hätten sich in Zweigs Tagen „einen enormen Gewinn an Freiheit, Ungezwungenheit und Unbefangenheit“ erobert.

„Diese seelische Befreiung führte zu einem ganz neuen Lebensgefühl: einem ‚europäischen Gemeinschaftsgefühl‘, das den gesamten Kontinent zu umfassen begann. Das beginnende ‚europäische Nationalgefühl‘ war das erste Nationalgefühl, das niemanden ausschloss, war es doch eine ‚Epoche des Weltvertrauens‘.“

Und weiter: „Wie das geschah und mit welch’ verantwortungsloser Euphorie die gerade frei gewordenen jungen Menschen bald darauf in den Krieg zogen, diese verhängnisvolle ‚Steigerung des Ichs‘, wie Zweig es nennt, ist unzählige Male erzählt und mit Kopfschütteln quittiert worden.“ Zweig sei rückblickend zu der Erkenntnis gelangt, dass „unter der scheinbar beruhigten Oberfläche unser Europa voll gefährlicher Unterströmungen war“ und „die Intellektuellen, er eingeschlossen, ‚noch immer nicht die Gefahr‘ bemerkten“. Mit diesem Urteil fühle man sich, so Brenner, in die Gegenwart versetzt, „wenn Zweig die ‚Täuschertechnik‘ der Demokratiefeinde“ beschreibe: „immer nur eine Dosis und nach der Dosis eine kleine Pause. Immer nur eine kleine Pille und dann einen Augenblick des Abwartens, ob sie nicht zu stark gewesen, ob das Weltgewissen diese Dosis noch vertrage.“ Eine solche Taktik des „langsamen Vorfühlens und immer stärkeren Steigerns“ habe Tabubrüche vorbereitet. Dieser Taktik habe sich Zweig laut Brenner als „Klardenkender entgegenstellen“ wollen. Vergleichbare Täuschungen ließen sich auch heute beobachten. Sie würden von der schweigenden Mehrheit „schweigend hingenommen“, doch auch die „sogenannte ‚kritische Öffentlichkeit‘ schweigt“. Das wundere nicht, wenn man sich vor Augen führe, „wie die Haltung der Kritik bereits seit einiger Zeit durch auf Entertainment getrimmte Medien in die Ecke des Störenfrieds gestellt“ werde. Es sei zu einer „inflationäre[n] Verwendung“ der Begriffe Moralist und Verschwörungstheoretiker gekommen und das auch für Menschen, die auf Grenzüberschreitungen aufmerksam machen würden. Notabene: Brenner schrieb, als der russische Überfall auf die Ukraine im Jahr 2022 noch in weiter Ferne lag.